# 圣埃夫尔
圣埃夫尔（法語：Saint-Epvre，法語發音：[sɛ̃.t‿ɛvʁ]）是法国摩泽尔省的一个市镇，属于萨尔堡-萨兰堡区。

## 地理
圣埃夫尔（48°58'26"N, 6°26'14"E）面积4.67 平方千米，位于法国大東部大區摩泽尔省，该省份为法国东北部内陆省份，是洛林的一部分，西南接默尔特-摩泽尔省，东临下莱茵省，北与卢森堡和德国接壤。
与圣埃夫尔接壤的市镇（或旧市镇、城区）包括：博德勒库尔、弗洛库尔、尼德河畔昂、尼德河畔莫维尔、雷米伊、蒂蒙维尔、瓦蒂蒙。

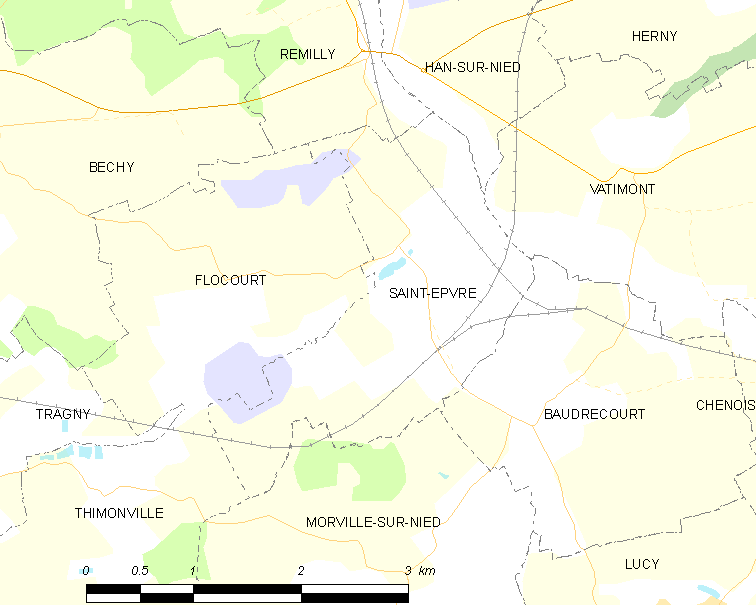
圣埃夫尔的OSM定位图

圣埃夫尔的时区为UTC+01:00、UTC+02:00（夏令时）。

## 行政
圣埃夫尔的邮政编码为57580，INSEE市镇编码为57609。

## 政治
圣埃夫尔所属的省级选区为索努瓦县。

## 人口

1962-2008年间圣埃夫尔人口变化图示

圣埃夫尔于2022年1月1日时的人口数量为176人。